# Conistra torrida
Conistra torrida är en fjärilsart som beskrevs av Lederer 1857. Conistra torrida ingår i släktet Conistra och familjen nattflyn. Inga underarter finns listade i Catalogue of Life.